# Himatnagar
Himatnagar (en guyaratí: હિંમતનગર ) es una ciudad de la India capital del distrito de Sabarkantha, en el estado de Guyarat.

## Geografía
Se encuentra a una altitud de 143 m s. n. m. a 61 km de la capital estatal, Gandhinagar, en la zona horaria UTC +5:30.

## Demografía
Según estimación 2011 contaba con una población de 59 650 habitantes.